# Delta
Delta (chữ hoa Δ, chữ thường là δ; tiếng Hy Lạp hiện đại: δέλτα, dhélta) là chữ cái thứ tư của bảng chữ cái Hy Lạp. Trong hệ thống các chữ số Hy Lạp, nó mang giá trị là 4. Nó được bắt nguồn từ chữ cái Dalet trong tiếng Phoenicia. Các chữ cái bắt nguồn từ delta bao gồm D trong bảng chữ cái Latinh và De Д trong bảng chữ cái Kirin.Trong toán học, các chữ cái Hy Lạp thường được sử dụng để đại diện cho các hằng số, biến số hoặc các khái niệm cụ thể.
Delta hoa là chữ được viết bằng hình tam giác. Châu thổ các con sông thường có hình dáng tương tự như chữ delta viết hoa.
Trong cách giải phương trình bậc hai 1 ẩn, Δ = {\displaystyle b^{2}-4ac} (hoặc Δ' = {\displaystyle b'^{2}-ac} với hệ số {\displaystyle b} chẵn và {\displaystyle b'={\frac {b}{2}}}). Dựa vào nó ta suy ra số nghiệm và nghiệm cần tìm trong một phương trình bậc 2. Khi đó ta tính được nghiệm của phương trình bậc hai 1 ẩn trong toán học.
Trong vật lý, delta dùng để ký hiệu sự chênh lệch, sự biến thiên đại lượng (như {\displaystyle \Delta t} là độ chênh lệch nhiệt độ) hoặc được sử dụng trong hóa học, hoặc là kí hiệu của trục chính.